# إيفيلين بيج
إيفيلين بيج (بالإنجليزية: Evelyn Page)‏ هي رسامة نيوزيلندية، ولدت في 1899 في كرايستشرش في نيوزيلندا، وتوفيت في 28 مايو 1988 في ويلينغتون في نيوزيلندا.